# Militärbefehlshaber in Frankreich

Kommandoflagge für einen Militärbefehlshaber im Deutschen Reich 1940–1945

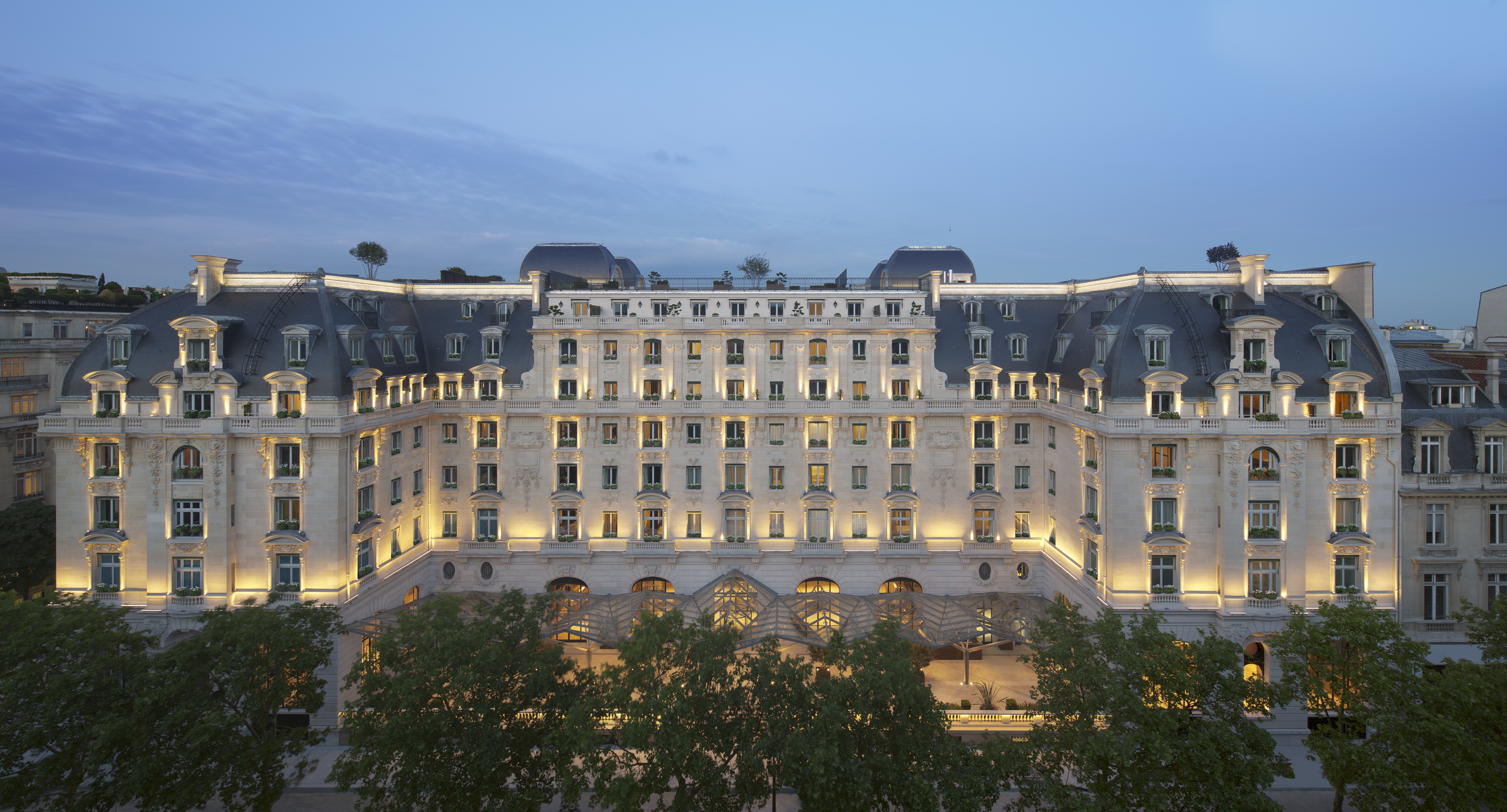
Ehemaliges Hotel Majestic in Paris, heute Hotel The Peninsula Paris (Foto von 2014)

Der Militärbefehlshaber in Frankreich (MBF) war nach dem Waffenstillstandsabkommen zwischen dem Deutschen Reich und Frankreich vom 22. Juni 1940 der Chef der Militärverwaltung in der besetzten Zone Frankreichs.
Der Sitz des Militärbefehlshabers in Frankreich befand sich im Hotel Majestic in der Avenue Kléber von Paris.
Dem Militärbefehlshaber unterstanden fünf Militärverwaltungsbezirke mit Sitz in Saint-Germain-en-Laye, Angers, Dijon, Bordeaux und Paris.

## Militärbefehlshaber
- Oktober 1940 bis Februar 1942: Otto von Stülpnagel
- Februar 1942 bis Juli 1944: Carl-Heinrich von Stülpnagel
- Von Juli 1944 bis 4. Oktober 1944 Karl Kitzinger

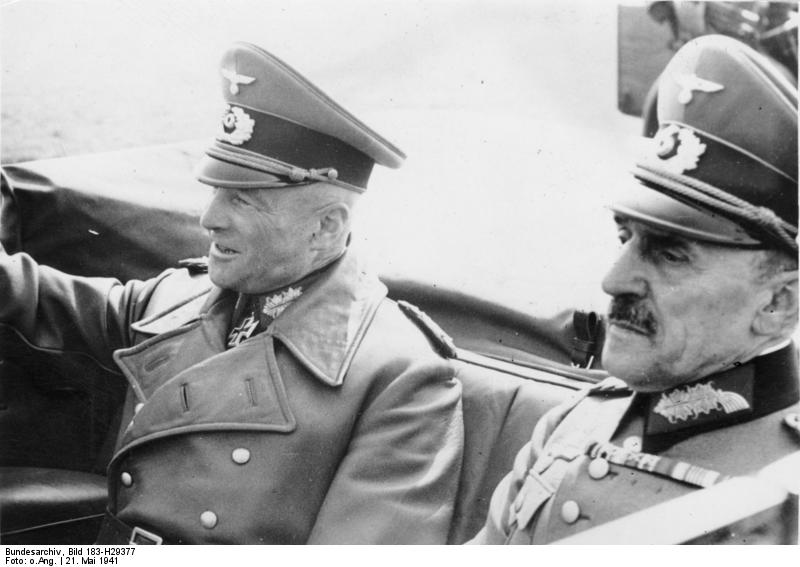
Walther von Brauchitsch und Otto von Stülpnagel (rechts) in Paris
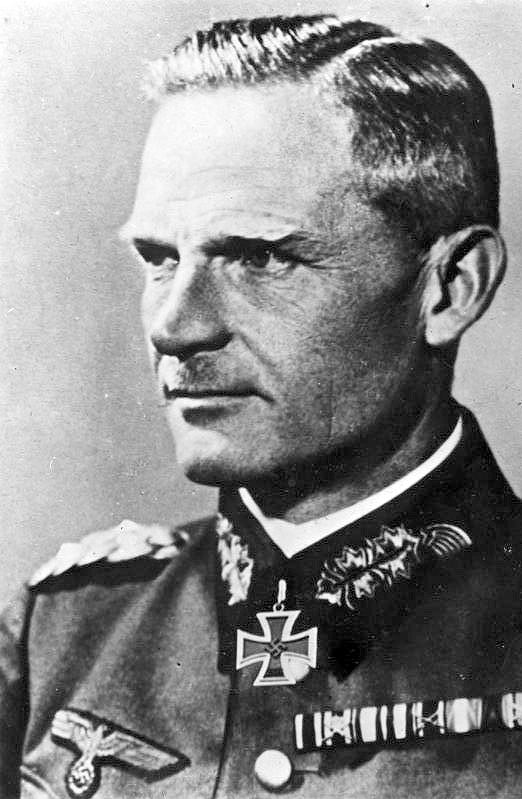
Carl-Heinrich von Stülpnagel
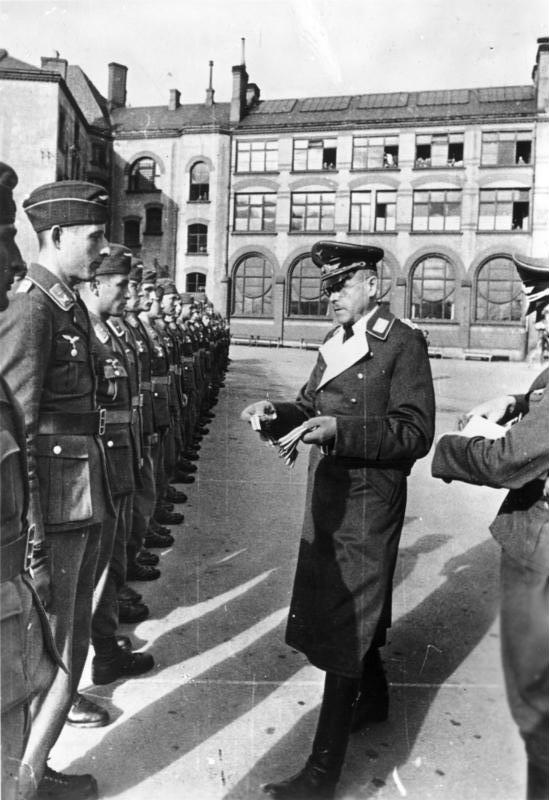
Karl Kitzinger bei der Verleihung von Eisernen Kreuzen an Fallschirmjäger in Norwegen (1940)